# Maná

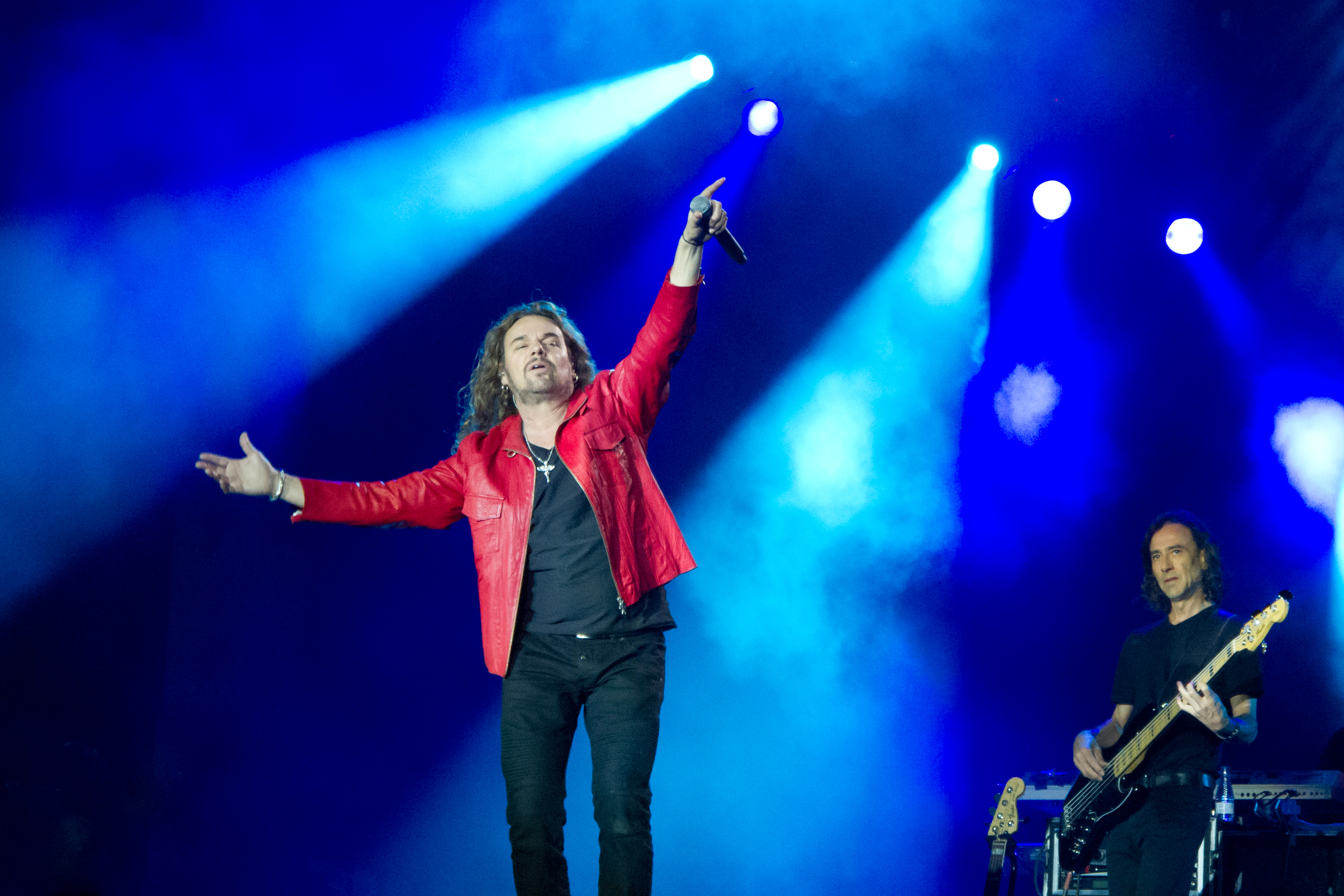
Maná (2012).

Maná, mexikansk pop-/rockgrupp, bildad i mitten av 1980-talet. Maná är en av de största latinamerikanska pop-/rockgrupperna och är mycket populära i Latinamerika samt i USA. Vid Latin Grammy Awards 2000 vann de utmärkelsen "Best Pop Performance for a Duo or Group with Vocal" för låten "Se Me Olvido Otra Vez".

## Diskografi
- Urkelpapá (1990)
- Falta Amor (1992)
- Donde Jugaran los Niños? (1994), (6 miljoner ex.)
- Cuando los Angeles Lloran (1995)
- En Vivo (live) (1995)
- Sueños Liquidos (1997), (6 miljoner ex.)
- MTV Unplugged (live) (1999)
- Revolución de Amor (2002)
- 100% Maná (2002)
- Amar es combatir (2006)
- Arde el cielo (2008)
- Drama y luz (2011)
- Cama incendiada (2015)